# Saulx (Haute-Saône)
Saulx é uma comuna francesa na região administrativa de Borgonha-Franco-Condado, no departamento de Alto Sona. Estende-se por uma área de 15,12 km². Em 2010 a comuna tinha 902 habitantes (densidade: 59,7 hab./km²).